# Fritz Joubert Duquesne
Frederick "Fritz" Joubert Duquesne ( /djuːˈkeɪn/; a veces escrito como Du Quesne; 21 de septiembre de 1877 - 24 de mayo de 1956) fue un bóer sudafricano y soldado alemán, cazador de caza mayor, periodista, espía y agente secreto para Alemania durante las dos guerras mundiales.
A lo largo de su vida empleó numerosos alias e identidades, reinventó su pasado a voluntad, reclamó lazos y títulos familiares con dinastías aristocráticas y personajes famosos, afirmó su derecho a títulos y medallas militares sin verificación de terceros y operó como estafador. Durante su período como espía bóer, fue conocido por el pseudónimo de la "Pantera Negra"; en la Segunda Guerra Mundial operó bajo el nombre en clave "DUNN" y en los archivos del FBI se le cita con frecuencia como "El Duque" (The Duke). Dirigió amplias redes de espionaje y llevó a cabo misiones de sabotaje en Sudáfrica, Gran Bretaña, América Central, América del Sur y Estados Unidos. Fue capturado, condenado y escapó de varias prisiones.

## Biografía
Se sabe que nació en la Colonia del Cabo en 1877 y luchó del lado afrikáner en la segunda guerra bóer, de 1899 a 1902. Durante la guerra, Duquesne fue capturado y encarcelado tres veces por los británicos y una vez por los portugueses, aunque logró escapar. En una ocasión se infiltró en el ejército británico, se disfrazó de oficial y dirigió un intento de sabotear Ciudad del Cabo y asesinar al comandante en jefe Lord Kitchener. Su equipo fue entregado a las autoridades por un informante y todos fueron capturados y condenados a muerte. Después de un intento fallido de escapar de la prisión en Ciudad del Cabo, fue enviado a un recinto penitenciario en Bermudas, pero escapó a Estados Unidos y recibió la ciudadanía estadounidense. En 1910, trabajó codo con codo junto a Frederick Russell Burnham, jefe de exploradores del ejército británico, para presionar al Congreso de los Estados Unidos para que financiara la importación de hipopótamos en los pantanos de Luisiana, y así resolver una grave escasez de carne. Resulta paradójico ya que años antes, durante la guerra de los bóeres, Duquesne había recibido órdenes de matar al propio Burnham.
En la Primera Guerra Mundial, se convirtió en espía para el Imperio alemán y durante ese tiempo saboteó y destruyó varios barcos mercantes británicos en América del Sur con bombas ocultas; a veces incluso compraba un seguro para la mercancía que enviaba en los barcos que él mismo saboteaba y luego presentaba reclamaciones por daños y perjuicios. Ganó el sobrenombre de «el hombre que mató a Kitchener» ya que afirmó haber guiado un U-Boot alemán para hundir el HMS Hampshire en el que Lord Kitchener se dirigía a Rusia en 1916, aunque los análisis forenses del barco no respaldan esta afirmación.
Después de ser capturado por agentes federales en Nueva York en 1917, fingió padecer parálisis durante dos años y cortó los barrotes de su celda para escapar, evitando así la deportación a Inglaterra, donde se enfrentaba a la pena de muerte por la muerte de marineros británicos. En 1932, fue capturado nuevamente por el FBI en Nueva York y acusado tanto de homicidio como de ser un prisionero fugitivo, solo que esta vez fue puesto en libertad después de que Gran Bretaña se negara a perseguir los crímenes de guerra. 
Durante el período de entreguerras, Duquesne se desempeñó como asesor sobre caza mayor del presidente estadounidense Theodore Roosevelt, como publicista en el mundo del cine, como periodista, como un héroe de guerra australiano ficticio y como director de la New Food Society en Nueva York. En la Segunda Guerra Mundial, Duquesne formó un Círculo de espías que trabajaban para la Alemania nazi. La organización fue destapada por William G. Sebold, un agente doble del FBI, y Duquesne fue capturado y encarcelado en 1941, junto a otros 32 miembros. Más tarde, Duquesne fue condenado en la mayor condena por espionaje en la historia de los Estados Unidos, recibiendo una condena de 300 años de prisión.
Su frágil estado de salud hizo que Duquesne solo cumpliera 14 años en la cárcel. Murió el 24 de mayo de 1956 en el City Hospital en la isla Roosevelt, en la ciudad de Nueva York, a la edad de 78 años. Fue cremado y enterrado en el New York Potter Field.

### Otras referencias
- «A New Food Supply». The Washington Post. 25 de marzo de 1910. ISSN 0190-8286.
- «A Sixty-Eight Year Old Code». Entropic Memes. 26 de noviembre de 2008. Archivado desde el original el 14 de julio de 2014. Consultado el 31 de mayo de 2023.
- «AngloBoer.com – Lord Horatio Kitchener, War Criminal». AngloBoerWar.com. Consultado el 31 de mayo de 2023.
- «Captain Duquesne is Slain in Bolivia; Hostile Indians Descend on His Expedition and Kill Soldier of Fortune. Career Full of Romance Boer Scout at 17, He Swam to Liberty from Bermuda – Trailed Roosevelt Up the Amazon». The New York Times. 27 de abril de 1916. ISSN 0362-4331.
- «Daring Spy's Dastardly Outrages on Allied Shipping. Arrested in New York; then escaped.». The Evening Telegraph and Post (Dundee) XCVI (95). 22 de septiembre de 1919. OCLC 778263229.
- «Duquesne' is Jailed On Wartime Charge; Man Seized for Ship Murders as German Spy Held to Await British Action. Insists Name is Craven Faces Police at Line-Up Stolidly Refusing Answers – Author Vouches for Him.». The New York Times. 25 de mayo de 1932. Consultado el 31 de mayo de 2023.
- «Duquesne Case: Secret». FBI. Consultado el 31 de mayo de 2023.
- «Exploits of a Master Spy». Current History (Nueva York) XI. 1920.
- «FBI— The Duquesne Spy Ring». Federal Bureau of Investigation. Archivado desde el original el 30 de septiembre de 2013. Consultado el 31 de mayo de 2023.
- Fritz Duquesne – the spy who never came in from the cold. Reprobate Media. Consultado el 31 de mayo de 2023.
- «Records of the Security Service; 1915 – 1918; KV 2/1953». Londres: The National Archives. Abril de 2014. Consultado el 31 de mayo de 2023.
- «In search of Kruger's millions». Sudáfrica. 30 de abril de 2012. Consultado el 31 de mayo de 2023.
- 'Kitchener' Man Makes Bid for Liberty. (24150). Aberdeen: Aberdeen Press and Journal. 27 de mayo de 1932. OCLC 29379669.
- «Lake Cow Bacon». The New York Times. 12 de abril de 1910. ISSN 0362-4331.
- Catalog of Copyright Entries: Musical compositions, Part 1 17 (2). Washington DC: U.S. Government Printing Office. 1920.
- «May Import African Animals to Solve Meat Problem». The New York Times. 17 de abril de 1910. ISSN 0362-4331.
- «Meat for the Multitude: Proposition to Introduce Hippopotamus to the Swamp Lands of the South as a Meat Supply Animal – While Wild and Dangerous, the Hippo Becomes So Tractable Under Domestication that it will Eat from the Hand – Hyacinth which is strangling navigation in the Southern Inland Water is food for the Hippo». The Boston Globe. 24 de abril de 1910. ISSN 0743-1791.
- «Myth Hunters: The Legend of Kruger's Millions». The History Channel. 2013. Archivado desde el original el 14 de julio de 2014. Consultado el 31 de mayo de 2023.
- «Obituary. Fritz Joubert Duquesne». Time. 24 de junio de 1956. ISSN 0040-781X.
- «'Paralytic' Flees from Prison Ward; Captain Fritz Duquesne, Who Feigned Helplessness, Escapes from Bellevue». The New York Times. 28 de mayo de 1919. ISSN 0362-4331.
- «STEPS for the Future». STEPS Southern Africa. Archivado desde el original el 29 de noviembre de 2014. Consultado el 31 de mayo de 2023.
- «The Legend of Kruger's Millions». Online Video Guide. OVGuide. Archivado desde el original el 29 de noviembre de 2014. Consultado el 31 de mayo de 2023.
- «Under $50,000 Bail As Nation's Enemy; 'Captain Duquesne' Indicted Following Alleged Insurance Fraud Bomb Explosions. Approved in German Note Said to Have Posed as British Army Captain at Recent Twilight Club Dinner». The New York Times. 15 de diciembre de 1917. ISSN 0362-4331.
- «Unseen Enemy». American Film Institute. Consultado el 31 de mayo de 2023.
- «Whatever happened to ... ?». OC Magazine (The Old Canfordian Society): 10. Abril de 2014. Archivado desde el original el 11 de agosto de 2014. Consultado el 31 de mayo de 2023.
- «Without a Trace: German Bombs in Cargo. A remarkable plot story. A mysterious enemy agent». Evening Post (Wellington) XCVI (95). 18 de octubre de 1918. OCLC 30135380.